# Дражица
Клиторис (још и дражица и сикиљ лат. clitoris) осетљиви је орган који је од пресудне важности за полно узбуђење жене. То је квргасто ткиво које се налази споља, испред вагиналног отвора и отвора за уретру. Клиторис је састављен из два дела: тела (трупа) и врха. Врх је видљив и штрчи као громуљица. Труп нестаје у телу испод клиторисне капице или навлаке, што је покривач сачињен од ткива које се налази око клиториса и продужетак је малих усмина. Величина клиториса зависи од жене до жене. Он има ерекцију која је могућа захваљујући ткиву које се зове korpora kavernosa. Богат је нервним завршецима због чега је веома осетљив на додир и притисак. Осетљивији је на еротску стимулацију од било ког другог дела женског тела. Јединствен је по томе што је једини део сексуалне анатомије без икакве познате функције за репродукцију.